# Ambrosiaemyces
Ambrosiaemyces är ett släkte av svampar. Ambrosiaemyces ingår i divisionen sporsäcksvampar och riket svampar.